# Livraria da Travessa
Livraria da Travessa é uma rede de livrarias fundada por Rui Campos e Roberto Guedes em 1986 no Rio de Janeiro.
A rede é composta de quatorze lojas físicas e da loja virtual (www.travessa.com.br). Desde 2013, é a livraria oficial da FLIP, Festa Literária Internacional de Paraty.
Na capital fluminense, está presente em dois dos principais shoppings (BarraShopping e Shopping Leblon), e também nas calçadas de bairros vitais desta cidade: Ipanema, Leblon, Botafogo e Centro.  Em São Paulo, além da presença no IMS (Instituto Moreira Salles) na Avenida Paulista e na Rua dos Pinheiros, no bairro de mesmo nome, a Travessa também fixou-se nos shoppings Villa-Lobos, Iguatemi Faria Lima e Alphaville, e no Ribeirão Shopping em Ribeirão Preto. Em 2019, a empresa abriu sua primeira filial fora do país, em Lisboa, Portugal. A cidade de Niterói recebeu sua primeira Livraria da Travessa em dezembro de 2020, no bairro de Icaraí. Em 2021, foi aberta sua primeira loja no Shopping Casapark, em Brasília. Em 2025, a região sul do país receberá sua primeira Travessa em Porto Alegre, no Shopping Iguatemi. 
Sua vendagem é de dois milhões de produtos por ano, entre livros, CD´s, DVD´s e e-books.
Em seus espaços e auditórios, são realizados em torno de mil eventos por ano, como noites de autógrafos, debates, palestras e clubes de leitura.

## História
A Travessa iniciou seu percurso em 1975 numa pequena loja instalada no subsolo de uma galeria em Ipanema, a lendária Livraria Muro — que se destacou como lugar de resistência à ditadura, onde eram acolhidas performances dos poetas da chamada poesia marginal. Era o início de uma trajetória de empreendedorismo e resistência no negócio do livro.
Em 1986, a Livraria Dazibao do Centro do Rio de Janeiro, na Travessa do Ouvidor, viria a se tornar a primeira loja com o nome Livraria da Travessa, passando a distribuir títulos importados para outras livrarias e especializando-se no mercado de livros estrangeiros e de arte.
Essa iniciativa acendeu a vocação cosmopolita e o processo de expansão da empresa, fazendo-a transpor as fronteiras da pequena Travessa do Ouvidor para o Centro Cultural Banco do Brasil (1995), na Rua Primeiro de Março, também no Centro da cidade, e para o bairro de Ipanema (1996) — ocasião em que se deu também a união com os arquitetos Bel Lobo e Bob Neri, autores dos emblemáticos e acolhedores projetos arquitetônicos das filiais da empresa, que incorporaram  o preto como cor das estantes para fazer saltar as cores das capas e das lombadas dos livros, o piso de ladrilho hidráulico xadrez verde e branco, e também restaurantes a algumas lojas da rede de forma arrojada inédita no Brasil, como o Zazá Bistrô (filiais do Leblon e de Ipanema), o Verso Café e Restaurante (Botafogo) e o Lilia Café (Niterói).
A partir de então, a expansão da empresa vem se dando de forma sólida e gradual para outros bairros do Rio e para outras cidades, com lojas também maiores: nova loja de Ipanema (2002), Shopping Leblon (2006), BarraShopping (2008), Rua Sete de Setembro (2009), Botafogo e Ribeirão Shopping (2014), Instituto Moreira Salles (2017) e Rua dos Pinheiros (2019), em São Paulo, Niterói (2020), Shopping Casapark Brasília (2021), Iguatemi São Paulo (2022), Iguatemi Alphaville (2023) e Shopping Villa-Lobos, em São Paulo (2023), e a nova loja do Centro do Rio, na Avenida Graça Aranha (2023), para onde a filial Sete de Setembro foi transferida. Além da abertura, no ano de 2019, da primeira loja fora do Brasil, em Lisboa, Portugal. A loja virtual foi inaugurada em 2007 e, em 2009, já conquistaria o selo Loja Diamante, conferido pelo Ebit.
Em seus espaços e eventos, de convergência e diversidade, busca-se preservar a liberdade de expressão e o respeito às diferenças, e oferecer um refúgio para moradores e visitantes das cidades.

## Filiais
- Travessa da Graça - Edifício Mayapan
- Ipanema
- Leblon
- Botafogo
- Barra da Tijuca - Barra Shopping
- Ribeirão Shopping
- Instituto Moreira Salles
- Lisboa - Portugal
- Rua dos Pinheiros
- Icaraí
- Shopping Iguatemi
- Shopping Iguatemi Alphaville
- Brasília - Shopping Casapark
- Shopping Villa-Lobos